# Samani (Hokkaidō)
Samani (様似町, Samani-chō) est un bourg du district de Samani situé dans la sous-préfecture de Hidaka, sur l'île de Hokkaidō, au Japon.

## Géographie

### Démographie
Au 31 mars 2015, la population de Samani s'élevait à 4 675 habitants répartis sur une superficie de 364,30 km2.